# Glenmore (Indonésie)
Pour les articles homonymes, voir Glenmore.
Glenmore est un district d'Indonésie, dans le kabupaten de Banyuwangi, dans la province de Java oriental.

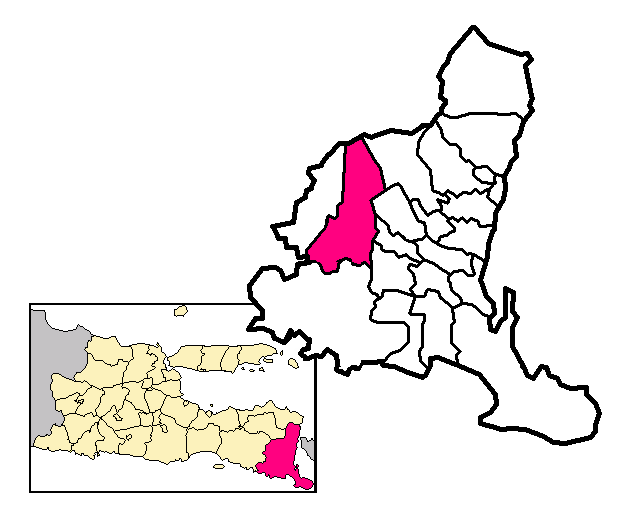
Le district de Glenmore dans le kabupaten de Banyuwangi
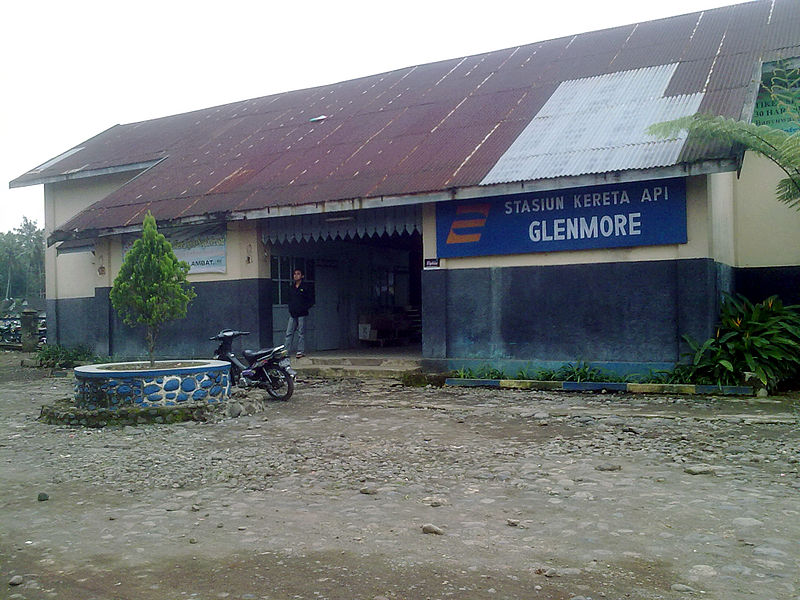
La gare de Glenmore (2014)
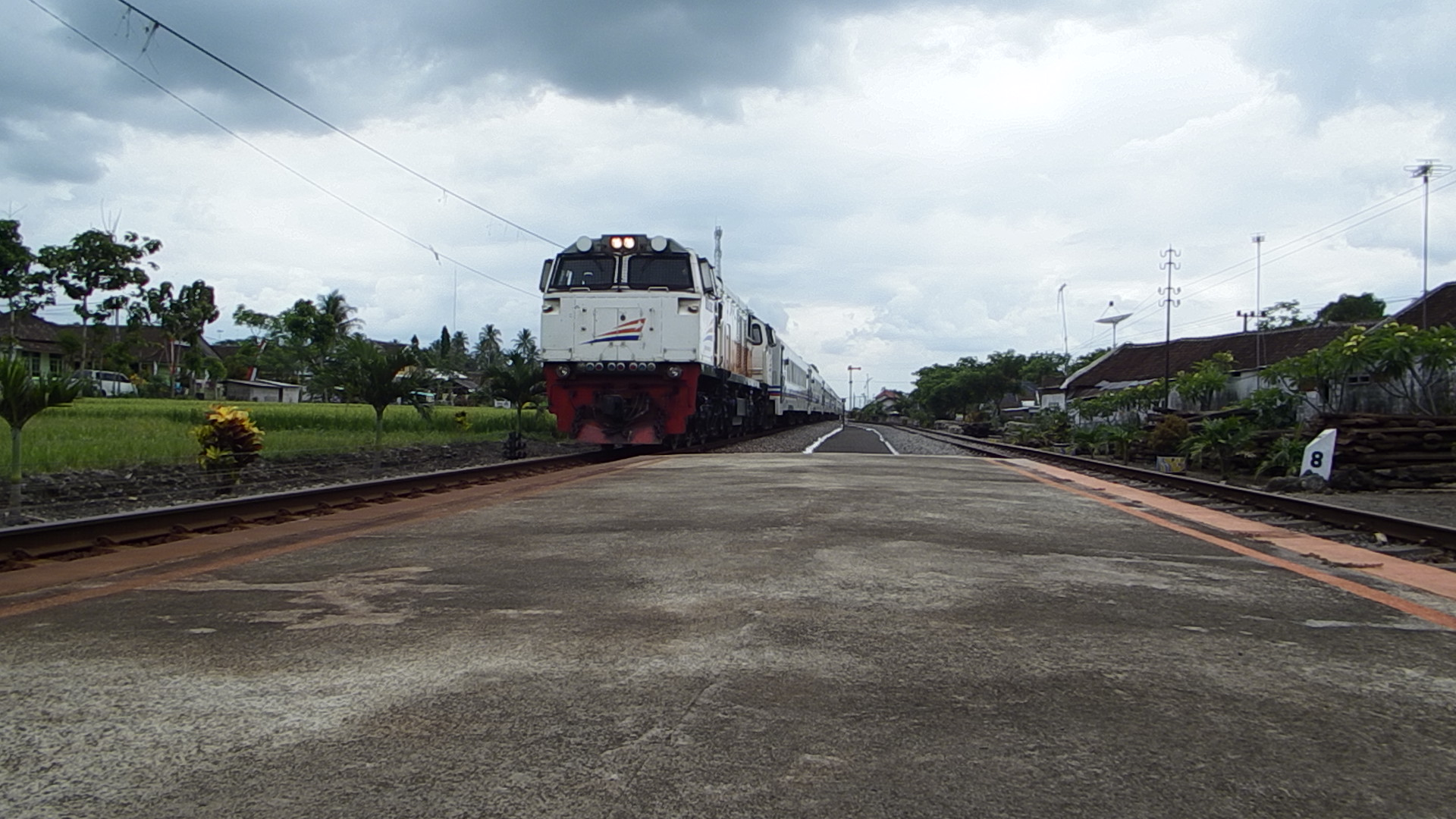
Un train en gare de Glenmore
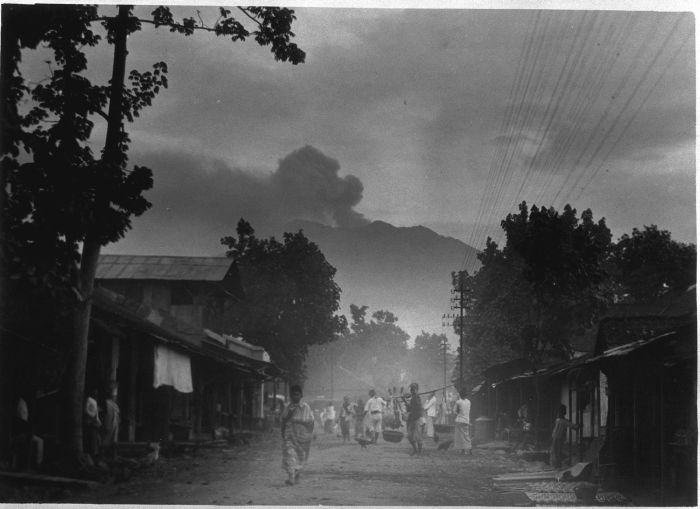
Le village de Glenmore en 1927, sur fond d'activité du volcan Raung

## Histoire
On ne compte pas moins de 4 localités dans Java oriental ayant un nom écossais.
Une première théorie dit que pour protéger ses positions à Java des Anglais et des Portugais, la VOC (Compagnie néerlandaise des Indes orientales) avait enrôlé un régiment de Highlanders. Voyant dans l'expansion anglaise dans la région à la fin du XVIIIe siècle une menace, ces Écossais se seraient repliés dans l'est de Java, dans la région de Jember.
Une autre source affirme que lorsque des catholiques écossais se sont réfugiés aux Pays-Bas, le gouvernement les envoya dans leurs colonies.
Une troisième explication serait que les Néerlandais avaient effectivement enrôlé un régiment de Highlanders, qu'ils avaient installé dans la ville de Gouda aux Pays-Bas. Oisifs, ils semaient le trouble dans la ville. Le gouvernement décida de les déplacer dans l'est de Java, où il leur donna des terres à plus de 40 km de la côte.
Une dernière explication est que le lieu était autrefois une plantation appartenant à une famille Glenmore.

## Le Pura Beji Ananthaboga
Il s'agit d'un temple hindouiste dans le hameau de Selorejo, au milieu d'une exploitation forestière d'Etat, au pied du Raung. Outre des lieux pour le culte hindouiste, on y trouve aussi une petite salle de prière musulmane, un lieu de culte catholique et un lieu de culte bouddhique et confucéen.

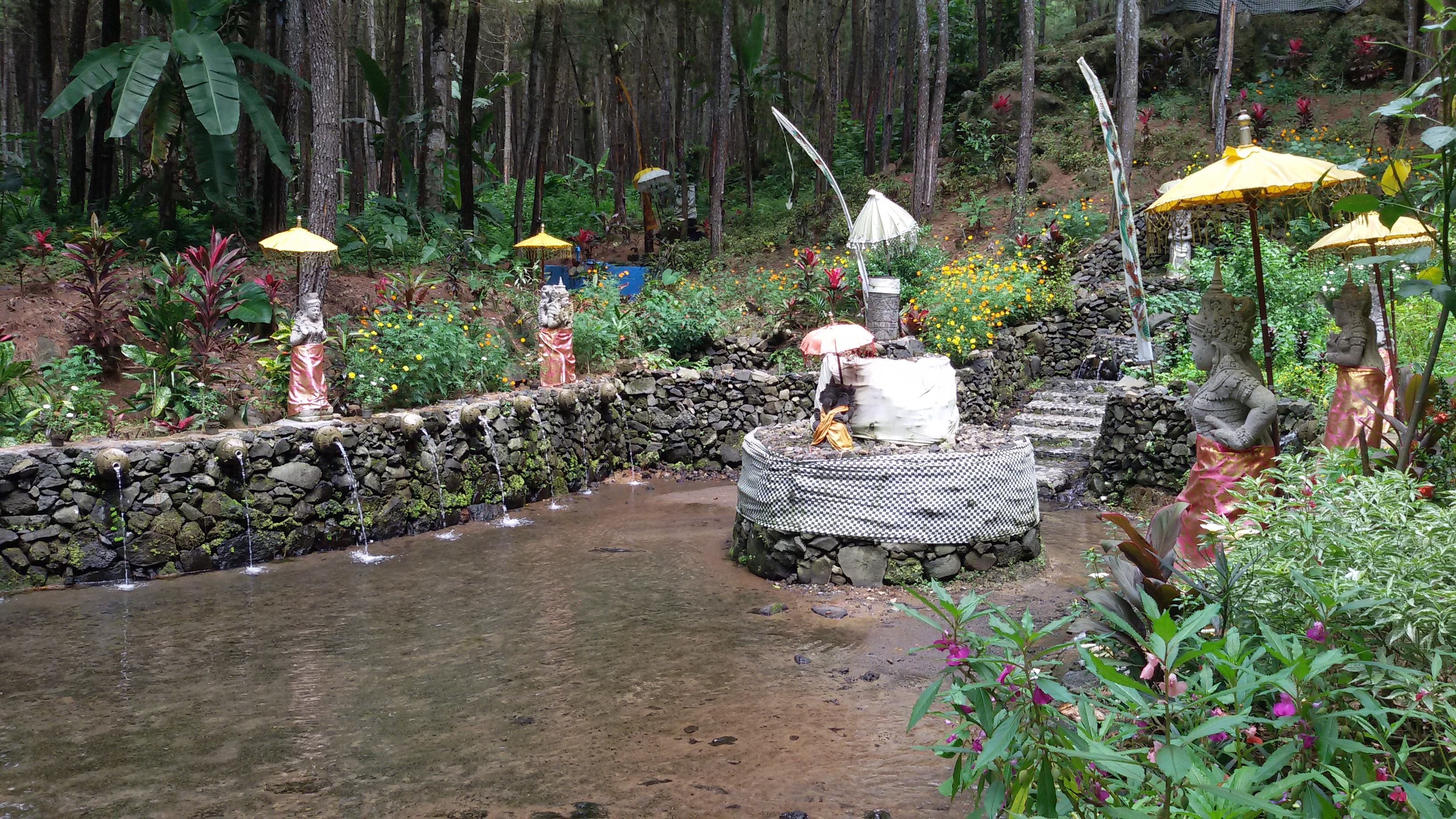
Bains sacrés
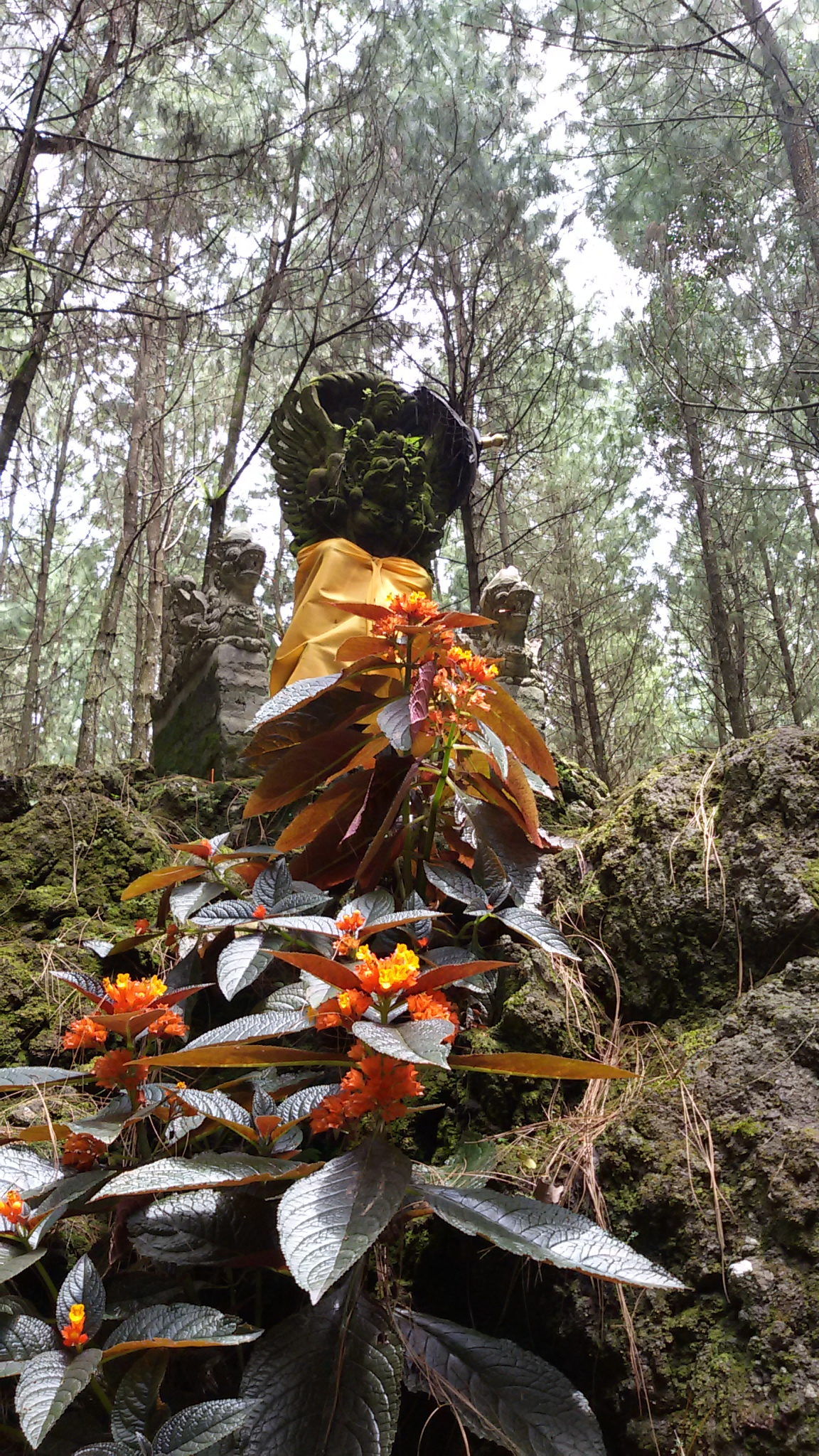
Autel dédié à Vishnu
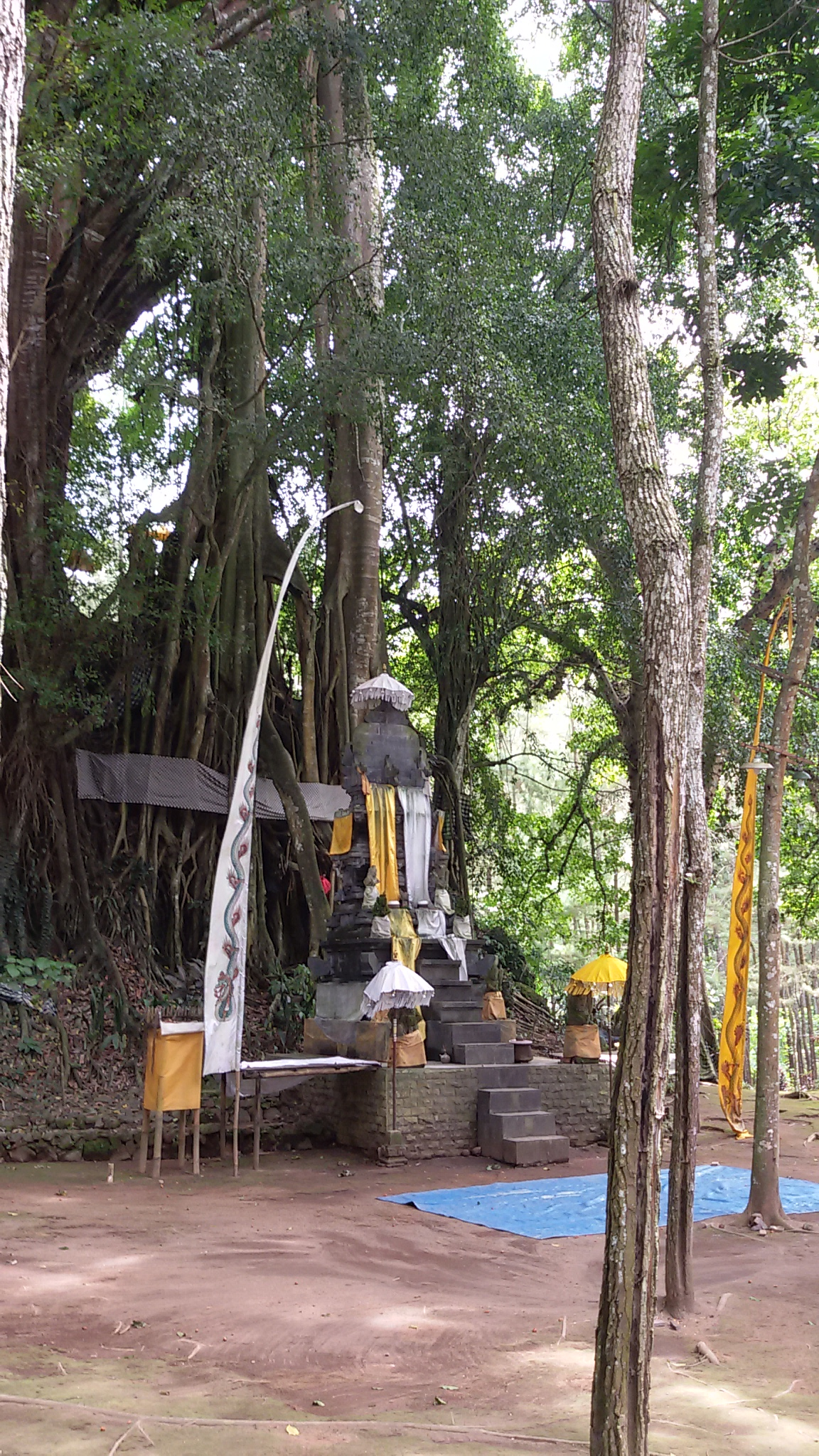
Autel dédié à Shiva et Bouddha
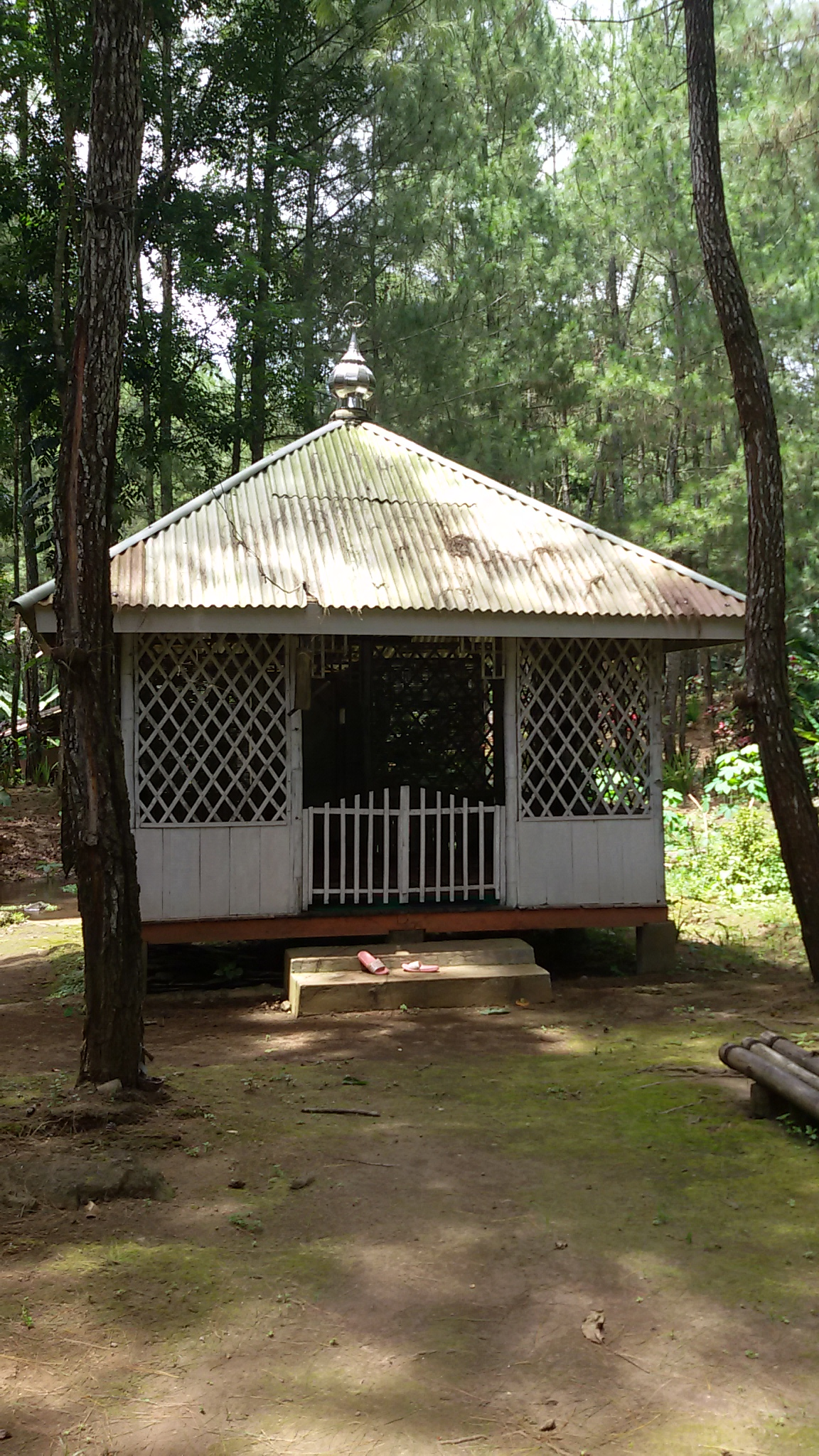
Salle de prière musulmane
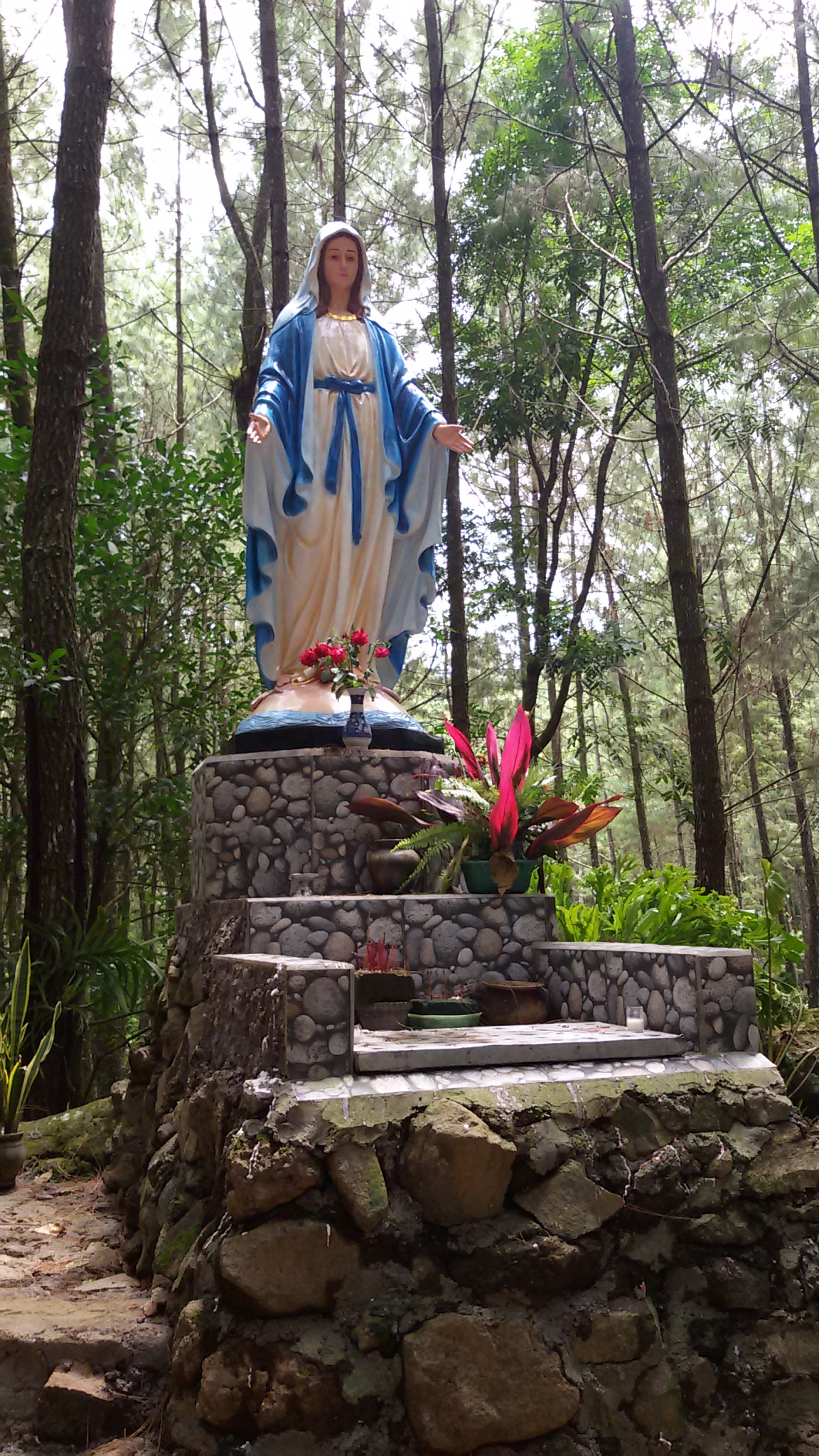
Statue de la Vierge Marie
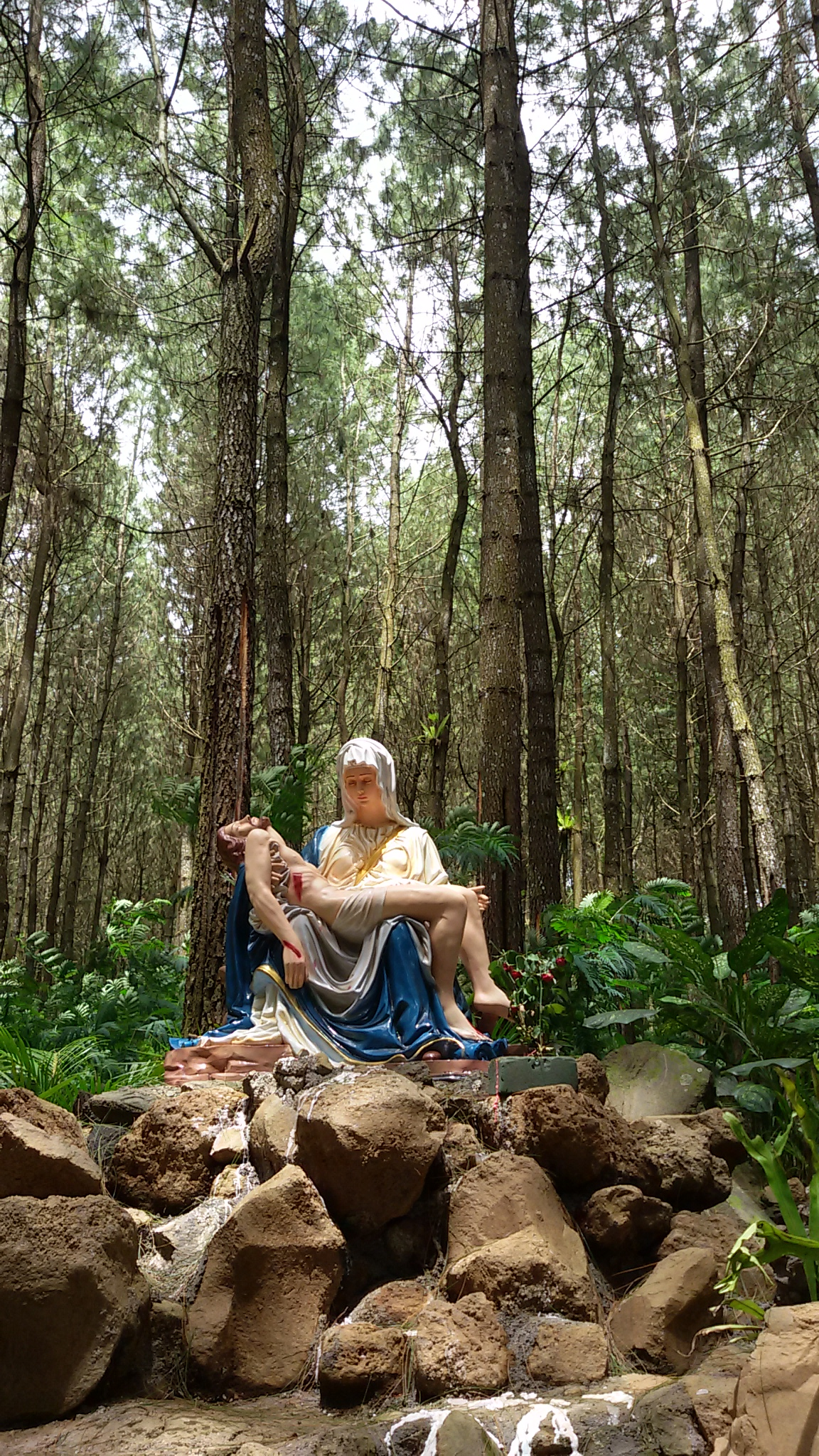
Statue de la Lamentation du Christ
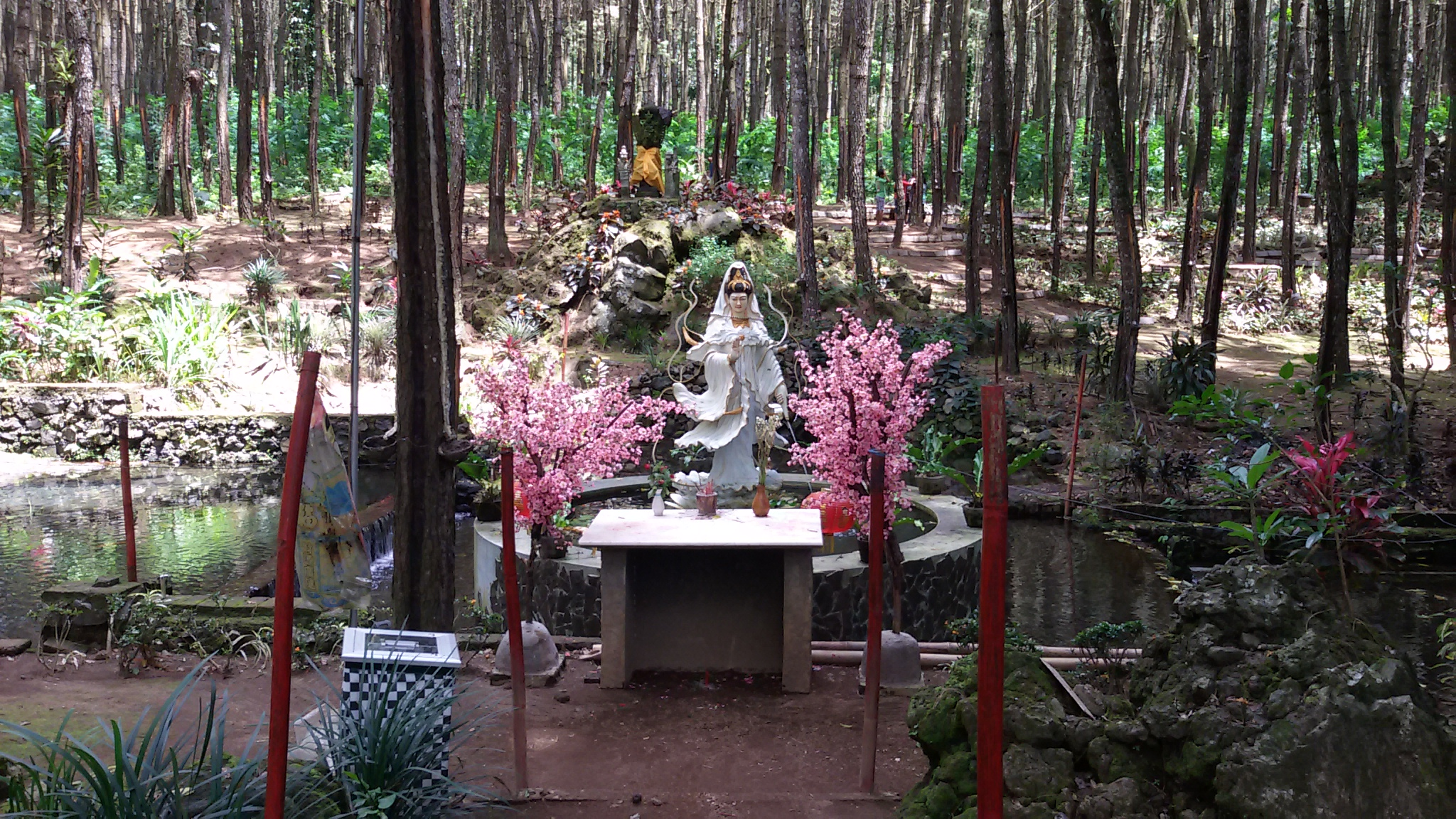
Autel dédié à Guanyin